# Красиловка (Хиславичский район)
Красиловка — деревня в Хиславичском районе Смоленской области России. Входит в состав Печерского сельского поселения. Население — 1 житель (2007 год). 
Расположена в юго-западной части области в 18 км к востоку от Хиславичей, в 14 км западнее автодороги А141 Орёл — Витебск, на берегу реки Трахотинка. В 14 км восточнее деревни расположена железнодорожная станция Стодолище на линии Смоленск — Рославль. 

## История
В годы Великой Отечественной войны деревня была оккупирована гитлеровскими войсками в июле 1941 года, освобождена в сентябре 1943 года.
По данным на 1978 год входила в Комаровский сельсовет Хиславичского района .

## Известные уроженцы
- Шилкин, Михаил Кузьмич (1923-1945)  —  участник Великой Отечественной войны, Герой Советского Союза (1945).